# Dia do Marinheiro

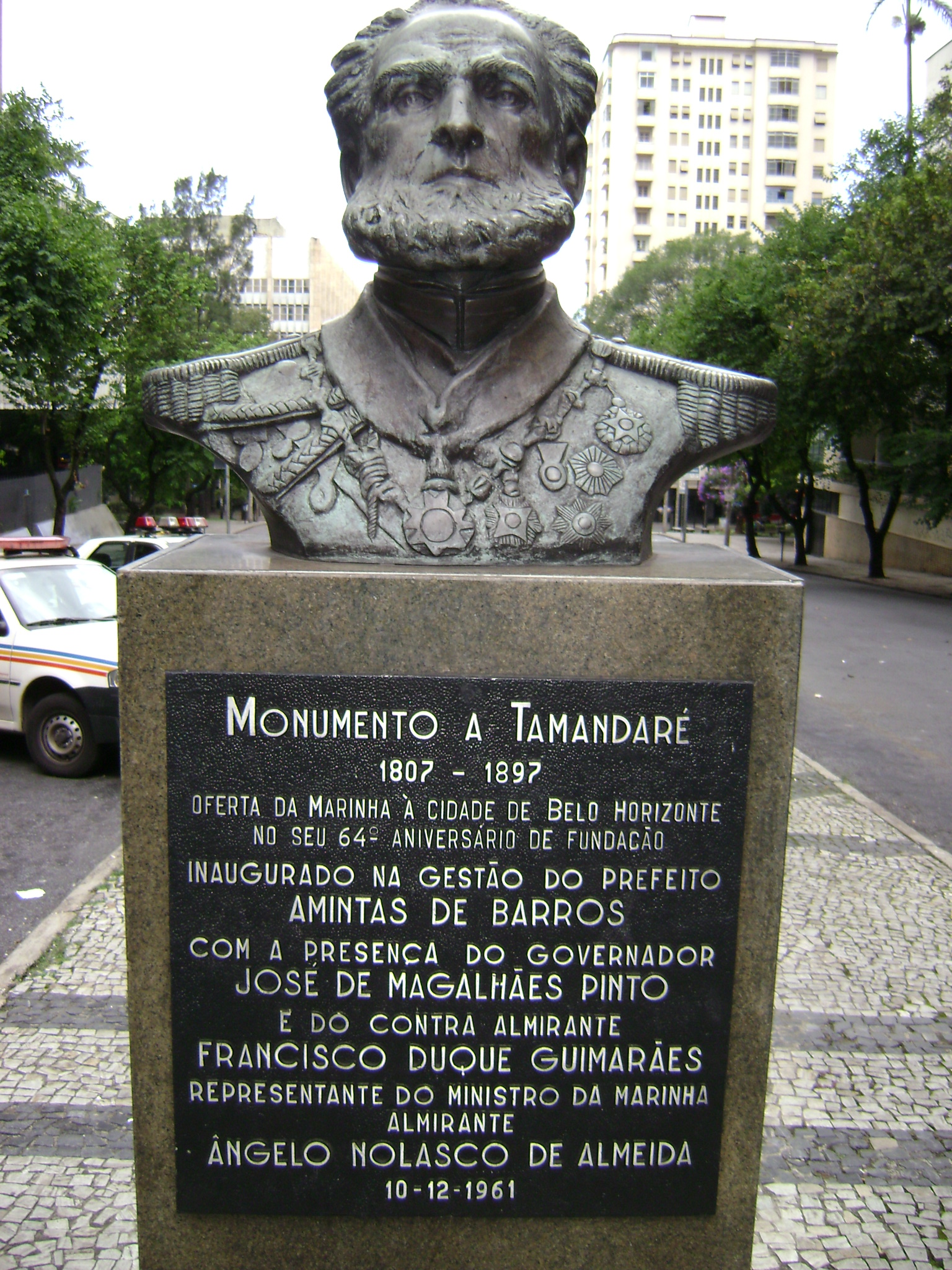
Estátua de homenagem à Tamandaré, em Belo Horizonte.

Dia do Marinheiro, no Brasil, é celebrado no dia do nascimento de Joaquim Marques Lisboa, 13 de dezembro.

Neste dia costumam ocorrer formaturas da marinha em cidades que sediam Organizações Militares da Marinha.
Os marinheiros do Brasil celebram, em dezembro, data que lhes é dedicada. No dia 13, todos os quartéis da Marinha, uma das três Forças Armadas que integram o poder militar do País, comemoram o Dia do Marinheiro. Exército e Aeronáutica, em ordem do dia assinada por seus respectivos comandantes e veiculada em produtos de mídia impressa dos seus centros de Comunicação Social, expressam a satisfação de compartilhar os desafios de defender a Pátria.
Nascido em 1807, na cidade de Rio Grande, estado do Rio Grande do Sul, começou a sua longeva carreira aos 15 anos, como voluntário da Armada, indo servir na Fragata "Niterói" e tomando parte na campanha pela consolidação da Independência. Em seguida, foi matriculado na Academia Imperial; porém, antes de concluir o curso, seguiu para combater na revolta conhecida como “Confederação do Equador”. Seu desempenho foi tão destacado que o Imperador promoveu-o ao posto de Segundo-Tenente, o que lhe facultou alcançar o oficialato. Posteriormente, participou da Guerra Cisplatina, onde se distinguiu, recebendo seu primeiro comando de navio aos 18 anos de idade. 
Participou de vários movimentos internos. Seu heroísmo foi provado não só em batalhas, mas também em época de paz, como quando salvou a nau portuguesa "Vasco da Gama", que afundava, e também a tripulação e os passageiros de um navio inglês que se incendiava. Foi Ministro do Supremo Tribunal Militar, do qual aposentou-se pouco antes de morrer.
A escolha de seu nome para Patrono da Marinha não podia ser melhor. Quando foi proclamada a República, Tamandaré continuou na ativa, pois considerava-se um servidor do Brasil e não de um regime (era monarquista). A data de seu nascimento é comemorada como o Dia do Marinheiro.
Faleceu, no Rio de Janeiro, em 20 de março de 1897, deixando, em seu testamento, um último pedido, o qual resume bem o seu caráter e a sua postura de vida: “Como homenagem à Marinha, minha dileta carreira, em que tive a fortuna de servir à minha Pátria e prestar alguns serviços à humanidade, peço que sobre a pedra que cobrir minha sepultura se escreva: Aqui jaz o velho marinheiro!”